# Kiss Me (2004)
Kiss Me é um filme português de António da Cunha Teles como protagonista a actriz e apresentadora Marisa Cruz.

## Elenco
- Laura - Marisa Cruz
- Fernando Almeida - Nicolau Breyner
- Esperança - Teresa Madruga
- Jacinto - José Afonso Pimentel
- António - Marcantónio Del Carlo
- Artur - Rui Unas
- Cego - João Lagarto
- Marta - Clara Pinto Correia
- Rodrigo - Manuel Wiborg
- Manuel - Rui Vilhena
- Filho de Laura - Edgar Pêra